# Buraambur
Il buraambur è una forma poetica femminile somala, nata come canto associato alla danza.
Il buraambur ha uno schema metrico preciso. Il verso si divide in due emistichi. Nella poetica somala, l'uso delle allitterazioni è ritenuto prova necessaria di eloquenza anche nei discorsi pubblici. In somalo, come in molte altre lingue antiche e moderne, esistono vocali lunghe o brevi che determinano il computo sillabico.
Negli anni quaranta, alcune autrici hanno cominciato ad utilizzare la forma poetica del buraambur per affrontare questioni di importanza politica, come le lotte per l'indipendenza, la divisione clanica, il malgoverno della neonata nazione e in ultimo, la guerra civile e la disgregazione provocata dalla diaspora. È agli albori dell'indipendenza che sono diventati popolari i nomi di Timiro Ukash, Xawa Taka, Halimo Godane, donne che si erano unite alla lotta per la libertà con la forza della loro voce.
La produzione poetica persiste nella diaspora e si diffonde prevalentemente attraverso supporti audiovisivi. Siamo come il tronco e il ciuffo di un albero, anche se i cammelli sono perduti e non danno più latte, siamo come il ferro di uno scudo, non possiamo separarci, recita Ardo Bilan, compositrice residente in Canada da più di un decennio.
Il buraambur non è molto conosciuto ed è sottovalutato rispetto ai generi maschili, così come spesso lo è la condizione delle sue autrici.